# العلاقات بين ماكاو والولايات المتحدة
العلاقات بين ماكاو والولايات المتحدة هي العلاقات الثنائية التي تجمع بين ماكاو والولايات المتحدة.

## المكاتب والمسؤولين
ليس للحكومة الأمريكية مكاتب في ماكاو. يتم تمثيل مصالح الولايات المتحدة من خلال القنصلية العامة للولايات المتحدة في هونغ كونغ.
لدى ماكاو مكتبان سياحيان في الولايات المتحدة في لوس أنجلوس ومدينة نيويورك.